# Marie des intrigues (série de romans)
Pour les articles homonymes, voir Marie des intrigues.
Marie des intrigues est une série de deux romans de Juliette Benzoni parus en 2004 et 2005 publiée chez Plon, puis en poche aux éditions Pocket.

## Romans
- Marie des intrigues (2004)
- Marie des passions (2005)

## Adaptations
- Une amitié dangereuse (série télévisée, 2024), après la saga Marie des intrigues et Marie des passions, une Mini-série de 4 épisodes réalisée par  Alain Tasma en 2024, avec Kelly Depeault , Stephanie Gil et Stanley Weber.